# Mary Lewis
Mary Lewis (* 18. Oktober 1960) ist eine ehemalige Judoka aus den Vereinigten Staaten. Sie war Weltmeisterschaftsdritte 1980 und Siegerin bei den Panamerikanischen Spielen 1983.

## Sportliche Karriere
Mary Lewis kämpfte bis 1980 im Superleichtgewicht, der Gewichtsklasse bis 48 Kilogramm. 1979 gewann sie ihren ersten US-Meistertitel. Ende November 1980 fanden in New York City die ersten Weltmeisterschaften für Frauen statt. Mary Lewis gewann eine Bronzemedaille hinter der Britin Jane Bridge und der Italienerin Anna de Novellis.
1981 wechselte Lewis ins Halbleichtgewicht, die Gewichtsklasse bis 52 Kilogramm. 1982 gewann sie hier ihren ersten Meistertitel der Vereinigten Staaten, 1984 und 1986 folgten zwei weitere Titel. Bei den Weltmeisterschaften 1982 unterlag sie im Achtelfinale der Schwedin Ann Löf.
1983 fanden bei den Panamerikanischen Spielen in Caracas erstmals Wettbewerbe im Frauenjudo statt. Im Halbleichtgewichts-Finale standen sich Lewis und die Kanadierin Nancy Clayton gegenüber und Lewis gewann die Goldmedaille. 1985 gewann Lewis noch einen Titel bei den Panamerikanischen Meisterschaften.